# Josef Němec (1972)
Josef Němec (* 24. července 1972) je bývalý český fotbalista, záložník a fotbalový trenér. Začínal ve Vojkovicích, poté hrál za Ostrov, Slavii Karlovy Vary, SC Xaverov, Duklu Praha, Spartu a Viktorii Žižkov. Od podzimu 1998 hrál za mexický Cruz Azul. V červenci 2001 přišel na hostování do FK Drnovice, odkud se po půl roce přesunul do Příbrami. V srpnu 2002 byl uvolněn do Blšan a o rok později přestoupil do Plzně. Po sestupu Plzně z ligy přestoupil do SK Dynamo České Budějovice. Kariéru končil jako hrající trenér v krajském přeboru v Blšanech. V lize odehrál 240 utkání a dal 22 gólů. Se Spartou získal v letech 1995 a 1997 dvakrát ligový titul a s Cruz Azul postoupil do finále jihoamerického Poháru osvoboditelů.